# San Juan (distrito de Castrovirreyna)
Capillas é um distrito do Peru, departamento de Huancavelica, localizada na província de Castrovirreyna.

## Transporte
O distrito de San Juan é servido pela seguinte rodovia:
- HV-114, que liga a cidade de Arma  ao distrito
- PE-26, que liga o distrito de Chincha Alta (Região de Ica) à cidade de Izcuchaca (Região de Huancavelica) [1][2][3]